# Schweizerische Neurologische Gesellschaft
Die Schweizerische Neurologische Gesellschaft (SNG, Französisch: Société Suisse de Neurologie, Italienisch: Società Svizzera di Neurologia) ist ein Schweizer Verein. Er ist Berufsverband der Schweizer Fachärzte für Neurologie. Gemäß seiner Statuten fördert er die neurologische Aus- und Weiterbildung sowie Wissenschaft, den Austausch mit angrenzenden Fachgebieten, organisiert Tagungen und pflegt Beziehungen zu anderen ausländischen Gesellschaften, Instituten und Gelehrten.
Die SNG ist Mitglied der Swiss Federation of Clinical Neuro-Societies (SFCNS). Sie gab von 1917 bis 2015 das Schweizer Archiv für Neurologie und Psychiatrie heraus.

## Liste der Präsidenten
Anmerkung: Präsidenten bis inkl. 2018 aus Bassetti et al. 2018, Präsidenten seit 2018 gemäß Webseite der Schweizerischen Neurologischen Gesellschaft.
| Name                    | Amtszeit  |
| ----------------------- | --------- |
| Constantin von Monakow  | 1909–1910 |
| Paul Dubois             | 1910–1916 |
| Paul-Louis Ladame       | 1916–1919 |
| Robert Bing             | 1919–1922 |
| Otto Veraguth           | 1922–1924 |
| Louis Schnyder          | 1924–1927 |
| Edouard Long            | 1927–1929 |
| François Naville        | 1930–1933 |
| Charles Dubois          | 1933–1936 |
| Rudolf Brun             | 1936–1939 |
| Hermann Brunnschweiler  | 1939–1943 |
| Mieczyslaw Minkowski    | 1943–1946 |
| Georges de Morsier      | 1946–1949 |
| Karl Max Walthard       | 1949–1950 |
| Fritz Lüthy             | 1950–1953 |
| Ernst Frauchiger        | 1953–1956 |
| Hugo Krayenbühl         | 1956–1959 |
| Théodore Ott            | 1959–1963 |
| Werner Bärtschi-Rochaix | 1963–1966 |
| Gerhard Weber           | 1966–1969 |
| Marco Mumenthaler       | 1969–1971 |
| Michel Jéquier          | 1971–1973 |
| Rudolph Wüthrich        | 1973–1975 |
| Anton Meyer             | 1975–1977 |
| Gérard Gauthier         | 1977–1978 |
| Eric Zander             | 1978–1980 |
| Günter Baumgartner      | 1980–1983 |
| Hans-Peter Ludin        | 1983–1985 |
| Heinrich Käser          | 1985–1988 |
| Franco Regli            | 1987–1989 |
| Nicolas de Tribolet     | 1989–1991 |
| Hans Spiess             | 1991–1993 |
| Andreas J. Steck        | 1993–1995 |
| Theodor Landis          | 1995–1997 |
| Klaus Hess              | 1997–1999 |
| Paul-André Despland     | 1999–2001 |
| Hans Rudolf Stöckli     | 2001–2003 |
| Christian W. Hess       | 2003–2007 |
| Max Wiederkehr          | 2007–2009 |
| Claudio Bassetti        | 2009–2013 |
| Renaud Du Pasquier      | 2013–2016 |
| Daniela Wiest           | 2016–2019 |
| Hans Jung               | 2019–     |